# Cheng Changsong
Cheng Changsong (né le 11 avril 1985) est un coureur cycliste chinois. Il a notamment été médaillé d'or de la vitesse par équipes aux Jeux asiatiques de 2010 et aux championnats d'Asie de 2010, 2011 et 2012.

## Palmarès

### Championnats du monde
- Copenhague 2010
  - 4e de la vitesse par équipes
- Apeldoorn 2011
  - 8e de la poursuite par équipes
- Melbourne 2012
  - 5e de la poursuite par équipes
- Minsk 2013
  - 8e de la poursuite par équipes

### Championnats d'Asie
- Charjah 2010
  -  Médaillé d'or de la vitesse par équipes (avec Zhang Lei et Zhang Miao)
- Nakhon Ratchasima 2011
  -  Médaillé d'or de la vitesse par équipes (avec Zhang Lei et Zhang Miao)
- New Delhi 2012
  -  Médaillé d'or de la vitesse par équipes (avec Zhang Lei et Zhang Miao)

### Jeux asiatiques
- Guangzhou 2010
  -  Médaillé d'or de la vitesse par équipes (avec Zhang Lei et Zhang Miao)